# NGC 5475
NGC 5475 (również PGC 50231 lub UGC 9016) – galaktyka spiralna (Sa), znajdująca się w gwiazdozbiorze Wielkiej Niedźwiedzicy. Odkrył ją William Herschel 14 kwietnia 1789 roku.